# Rudolf Božík (fotbalista)
Rudolf Božík (* 11. února 2003) je slovenský fotbalový útočník či záložník a bývalý mládežnický reprezentant, od července 2024 hráč slovenského mužstva MFK Ružomberok. Nastupuje na hrotu útoku. V minulosti hrál za mládežnické výběry Slovenska do 15, 16, 17 a 19 let.

## Klubová kariéra
Svoji fotbalovou kariéru začal v týmu ŠK SFM Senec, odkud v žácích přestoupil do Slovanu Bratislava. V sezoně 2020/2021 s tamním výběrem do 19 let vybojoval mistrovský titul.

### ŠK Slovan Bratislava
Na jaře 2021 se také propracoval do seniorské kategorie, kde debutoval v juniorce neboli rezervě tehdy hrající druhou slovenskou ligu. Debut v „áčku“ Slovanu v lize si odbyl 18. února 2024 ve 20. kole v souboji s ViOnem Zlaté Moravce – Vráble (výhra 4:1), když v 87. minutě nahradil na hrací ploše Gersona Rodrigues. V jarní části ročníku 2023/2024 pomohl Slovanu Bratislava k šestému ligovému titulu v řadě a celkově jubilejnímu 30. v historii mužstva.

### MFK Ružomberok
V létě 2024 zamířil do klubu MFK Ružomberok, kde podepsal tříletou smlouvu.

## Klubové statistiky
Aktuální k 7. červnu 2024
| Sezona    | Klub                   | Soutěž    | Zápasy | Góly |
| --------- | ---------------------- | --------- | ------ | ---- |
| 2020/2021 | ŠK Slovan Bratislava B | 2. liga   | 1      | 0    |
| 2021/2022 | ŠK Slovan Bratislava B | 2. liga   | 4      | 1    |
| 2022/2023 | ŠK Slovan Bratislava B | 2. liga   | 19     | 8    |
| 2023/2024 | ŠK Slovan Bratislava   | Niké liga | 2      | 0    |
| 2024/2025 | MFK Ružomberok         | Niké liga |        |      |